# Carlo Alberto Racchia (esploratore)
Il Carlo Alberto Racchia è stato un esploratore leggero della Regia Marina. L'unita portava il nome del politico Carlo Alberto Racchia, che fu Ministro della Marina del Regno d'Italia nel Governo Giolitti I.

## Storia
Dislocato a Brindisi, partecipò attivamente alle operazioni della prima guerra mondiale in Adriatico, in missioni di intercettazione di forze nemiche, posa di mine ed appoggio ad attacchi aerei e di MAS.
Nella notte tra il 14 ed il 15 maggio 1917 il Canale d'Otranto fu oggetto di un duplice attacco austroungarico volto sia a distruggere i drifters, pescherecci armati che pattugliavano lo sbarramento antisommergibile del Canale d’Otranto, sia, come azione diversiva, a distruggere un convoglio italiano diretto in Albania; alle 4.10 del 15 maggio, in seguito a notizie di tali attacchi, il Racchia fu fatto approntare insieme agli esploratori Aquila e Marsala, all'incrociatore leggero britannico Liverpool ed ai cacciatorpediniere Insidioso, Impavido ed Indomito. Alle 5.30 la formazione lasciò Brindisi insieme all'incrociatore leggero Dartmouth e ad altri due cacciatorpediniere, ed alle 7.45 furono avvistati i cacciatorpediniere austroungarici Csepel e Balaton. Alle 8.10, mentre i cacciatorpediniere e l’Aquila attaccavano le due navi avversarie, il Racchia, insieme a Marsala, Liverpool e Dartmouth, fece rotta su Cattaro per impedirne la ritirata. In seguito ad uno scontro cui parteciparono anche altre unità italiane ed austroungariche la battaglia si concluse con alcune unità danneggiate da entrambe le parti, ma nessun affondamento.
Il 16 luglio uscì in mare unitamente al gemello Riboty per fornire appoggio a distanza ad un'azione di bombardamento contro Durazzo da parte di 18 aerei partiti da Brindisi e Valona.
Nella notte tra il 4 ed il 5 ottobre 1917 supportò nuovamente a distanza, insieme all’Aquila, un nuovo attacco aereo contro Cattaro.
Il 2 ottobre 1918 fu in mare insieme alla corazzata Dante Alighieri, agli esploratori Rossarol, Pepe e Poerio ed ai cacciatorpediniere Nievo e Schiaffino per contrastare un eventuale contrattacco di navi nemiche provenienti da Cattaro volto ad impedire il bombardamento di Durazzo da parte di altre unità italiane ed inglesi.
Alle 9 del mattino del 9 novembre, salpato da Brindisi, partecipò, insieme al capoclasse Mirabello, all'occupazione di Lissa.
Il 20 marzo 1920 lasciò Taranto per trasferirsi a Costantinopoli; fu adibito al pattugliamento del canale del Bosforo e del Mar Nero.
Il 19 luglio 1920 salpò da Costantinopoli per scortare ad Odessa un convoglio formato dai piroscafi Calvi, Melpomene e Thalia con a bordo 14.000 ex prigionieri russi che, catturati dalle truppe italiane dopo la resa austro-ungarica, erano internati da due anni all'Asinara: su iniziativa del Partito Socialista Italiano, si era decisa la loro “restituzione” presso le truppe comuniste (era infatti in corso in Russia la guerra civile tra “rossi” e “bianchi”). Alle undici del mattino del 21 luglio il Racchia, mentre era in navigazione 9 miglia a sudovest di Capo Fontana ed a 19 miglia da Odessa, fu scosso a centro nave dallo scoppio di una mina, forse turca, che provocò gravi danni ed una ventina di morti e feriti. Ad una quarantina di minuti dall'esplosione la nave, abbandonata con ordine da tutto l'equipaggio, affondò di prua su un fondale di 11 metri; i naufraghi furono recuperati dal Calvi.
Tra l'equipaggio del Racchia si registrarono in tutto 10 morti e 9 feriti.
Dopo qualche infruttuoso tentativo di recuperarne il relitto, l'esploratore fu definitivamente radiato dai quadri del naviglio militare nel 1922.